# Tō-ji
Tō-ji (東寺 , Tō-ji?) es un templo budista Shingon de la ciudad de Kioto, Japón. En otro tiempo llegó a tener un templo asociado, el Sai-ji (Templo del Oeste). Antiguamente el Tō-ji era conocido como el Kyō-ō-gokoku-ji (教王護国寺?), nombre que hacía referencia a su anterior función como templo protector de la nación. El Tō-ji está situado en el distrito de Minami-ku junto a la intersección de las calles Ōmiya y Kujō, al sudoeste de la estación de Kioto.

## Historia
El Tō-ji fue fundado al comienzo del Periodo Heian. El templo data del 796, dos años después de que la capital japonesa se trasladara a Heian-kyō. Junto con el similar templo de Sai-in, y el templo de Shingon-in (localizado en el Palacio Heian), fue uno de los 3 únicos templos budistas permitidos en la capital en esa época; En la actualidad es el único de los tres templos que ha llegado hasta nuestros días.
La construcción del templo budista fue lenta y treinta años después de comenzar las obras, este todavía estaba inconcluso. El Emperador Saga nombró en el 823 a un sacerdote budista con el nombre Kūkai (空海) a cargo de continuar con las obras hasta su finalización, pero cuando este murió en el 835 éstas seguían sin haber finalizado.
En 1994 el conjunto fue nombrado por la Unesco como Patrimonio de la Humanidad junto a otros 16 elementos dentro de la denominación Monumentos históricos de la antigua Kioto.

## Estructura
Ninguno de los edificios de la época de Kūkai ha sobrevivido. La Pagoda de las 5 historias, símbolo conjunto tanto del Tō-ji como de Kioto, fue reconstruida en 1644 por orden del tercer Shogun Tokugawa, Iemitsu. La pagoda del Tō-ji tiene 54,8 m de altura, y constituye la torre de madera más alta de Japón. El edificio más antiguo existente en el sitio es el Kodo (Salón de Lectura), que data del 1491. El Kondo (Sala Principal), fue reconstruida por última vez en 1603.